# Albert Cels
Albert Frédéric Cels, né à Bruxelles le 29 novembre 1883 et mort à une date inconnue, est un peintre belge.

## Biographie
Neveu de Cornelis Cels, peintre portraitiste et dessinateur, élève de Jean Delville à Bruxelles et Glasgow et de Jacques-Émile Blanche à Paris, il expose aux Salons des beaux-arts de Bruxelles, au Cercle artistique de la même ville, aux Salons triennaux belges et à l'étranger.
En 1922, il est président-fondateur de l'Uccle Centre d'Art.
Ses œuvres sont conservées au Palais des Académies de Bruxelles.